# Gianfranco Martin
Gianfranco Martin (Genova, 15 febbraio 1970) è un allenatore di sci alpino ed ex sciatore alpino italiano, vincitore della medaglia d'argento nella combinata ai XVI Giochi olimpici invernali di Albertville 1992.

## Biografia

### Carriera sciistica
Sergente degli Alpini, fece parte della squadra nazionale dal 1987 al 1995. In Coppa del Mondo ottenne il primo risultato di rilievo in supergigante a Val-d'Isère l'8 dicembre 1991 (29º) e conquistò il miglior piazzamento il 13 gennaio 1992 a Garmisch-Partenkirchen in combinata (11º); nella stessa stagione esordì ai Giochi olimpici invernali: ad Albertville 1992 vinse la medaglia d'argento nella combinata e si classificò 14º nella discesa libera e 12º nel supergigante.
Il 17 gennaio 1993 bissò a Lech in combinata il suo miglior piazzamento in Coppa del Mondo (11º); l'anno dopo ai XVII Giochi olimpici invernali di Lillehammer 1994, sua ultima presenza olimpica, fu 29º nello slalom gigante e 15º nella combinata. Si ritirò al termine di quella stessa stagione 1993-1994 e la sua ultima gara in Coppa del Mondo fu il supergigante disputato il 13 marzo a Whistler, chiuso da Martin al 52º posto; non prese parte a rassegne iridate.

### Carriera da allenatore
Maestro di sci dal 1995 e allenatore federale dal 1996, è stato allenatore della nazionale paralimpica guidando anche la squadra che ha partecipato ai X Giochi paralimpici invernali di Vancouver 2010, durante i quali ha anche svolto il ruolo di commentatore per la rete televisiva italiana Sky Sport.

## Palmarès

### Olimpiadi
- 1 medaglia:
  - 1 argento (combinata ad Albertville 1992)

### Coppa del Mondo
- Miglior piazzamento in classifica generale: 66º nel 1992

### Campionati italiani
- 4 medaglie[3]:
  - 2 ori (combinata nel 1992; combinata nel 1994)
  - 2 bronzi (slalom gigante nel 1991; discesa libera nel 1993)